# 1856 en arts plastiques
| Années des arts plastiques : 1853 - 1854 - 1855 - 1856 - 1857 - 1858 - 1859    |
| Décennies des arts plastiques : 1820 - 1830 - 1840 - 1850 - 1860 - 1870 - 1880 |

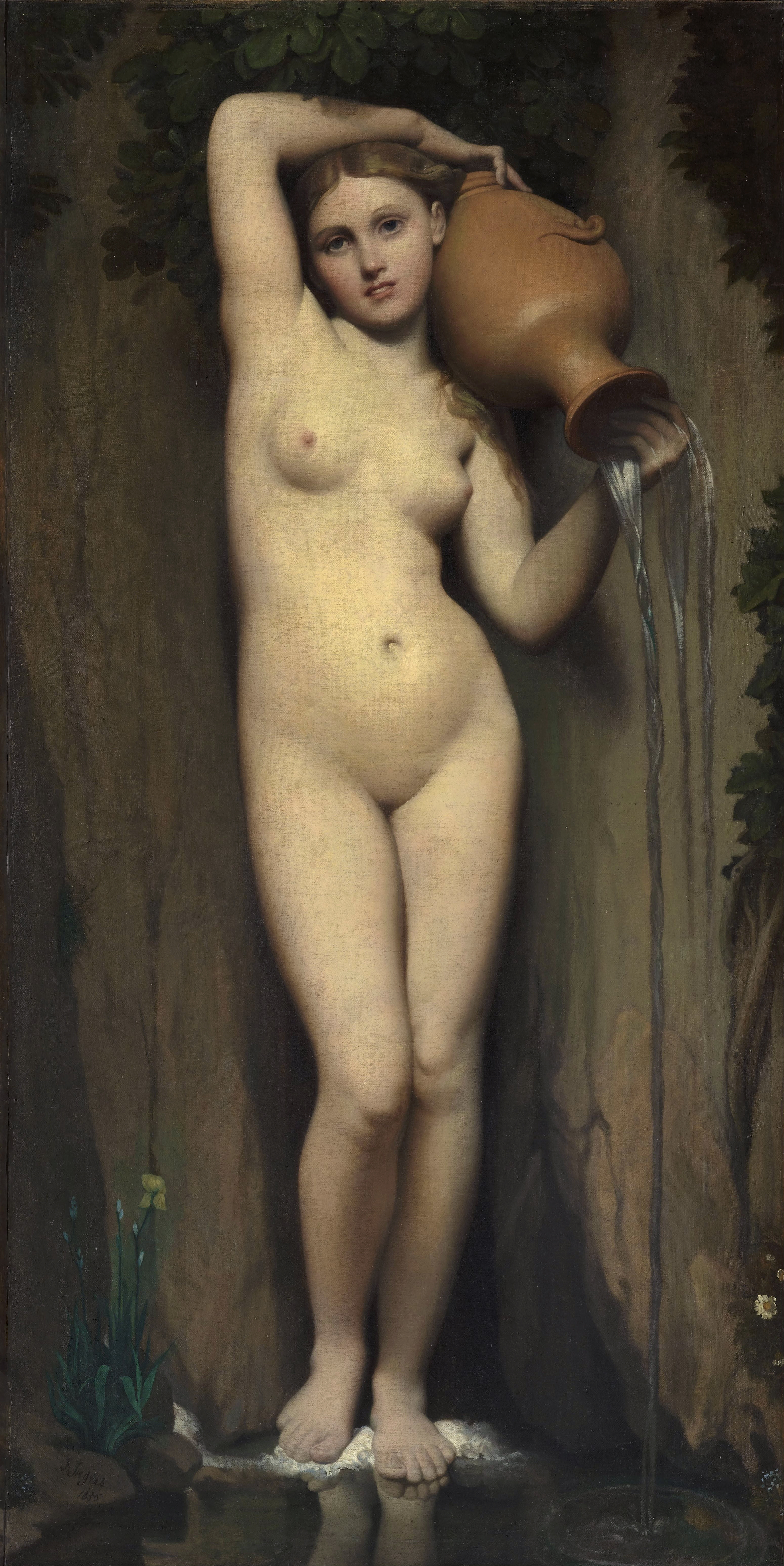
La source, toile de Dominique Ingres.

Cette page concerne l'année 1856 en arts plastiques.

## Naissances
- 5 janvier : Maxime Faivre, peintre français († 5 janvier 1941),
- 6 janvier : Martin Feuerstein, peintre alsacien († 13 février 1931),
- 7 janvier : Richard Caton Woodville, peintre et illustrateur britannique († 17 août 1927),
- 12 janvier :
  - John Singer Sargent, peintre américain († 14 avril 1925),
  - Sophie de Niederhausern, peintre paysagiste suisse († 4 janvier 1926),
- 21 janvier : Édouard Crémieux, peintre français († mai 1944),
- 4 février : Paul-Napoléon Roinard, peintre, librettiste et poète libertaire français († 26 octobre 1930),
- 11 février : Hirase Sakugorō, botaniste et peintre japonais († 4 janvier 1925),
- 20 février : Eduardo Leon Garrido, peintre français d'origine espagnole († 24 février 1949),
- 26 février : Louis Vallet, aquarelliste et illustrateur français († 1940),
- 27 février : Félix Lacaille, peintre, dessinateur et illustrateur français († 21 septembre 1923),
- 28 février : Louis Beysson, peintre et écrivain français († 7 juillet 1912),
- 3 mars : Howard Russell Butler, scientifique, juriste et peintre américain († 1934),
- 14 mars : George-Daniel de Monfreid, peintre français († 26 novembre 1929),
- 17 mars : Mikhaïl Vroubel, peintre russe († 14 avril 1910),
- 20 mars : John Lavery, peintre portraitiste irlandais († 10 janvier 1941),
- 1er avril : Charles Maurin, peintre et graveur libertaire français († 18 juin 1914),
- 2 avril : Auguste Emile Bellet, peintre français († 1911),
- 6 avril : Édouard Bisson, peintre français († 1939),
- 10 avril : Jules Girardet, peintre et illustrateur français d'origine suisse († 25 janvier 1938),
- 18 avril : Arturo Petrocelli, peintre italien  († après 1916),
- 19 avril : Marie Diéterle, peintre française († 26 mai 1935),
- 21 avril : Rose Maynard Barton, peintre irlandaise († 1929),
- 24 avril : Maurice Dainville, peintre français († 22 janvier 1943),
- 25 avril : Adolphe Marais, peintre français († 17 février 1940),
- 3 mai : Alexandre de Riquer, peintre, affichiste, écrivain et poète espagnol († 13 novembre 1920).
- 11 mai : Eugène-Jules Eudes, aquarelliste français († 26 janvier 1938),
- 20 mai : Henri-Edmond Cross, peintre français († 16 mai 1910),
- 24 mai : Antoine Auguste Thivet, peintre français († 17 janvier 1927),
- 28 mai : Charles Lebayle, peintre et dessinateur français († février 1898),
- 1er juin : Władysław Ślewiński, peintre polonais († 27 mars 1918),
- 10 juin : Alexandre Charpentier, sculpteur, médailleur, ébéniste et peintre français († 4 mars 1909),
- 13 juin : Édouard Gelhay, peintre français († 1939),
- 14 juin : Jean-Eugène Clary, peintre paysagiste français († 1929),
- 15 juin :
  - Henri Pinta, peintre français, Prix de Rome en 1884 († 1944),
  - Franz Roubaud, peintre de batailles ukrainien († 13 mars 1928),
- 16 juin : Francis Barraud, peintre britannique († 29 août 1924),
- 21 juin : Asai Chū, peintre de paysages japonais († 16 décembre 1907),
- 23 juin : François Richard de Montholon, peintre français († 24 juin 1940),
- 24 juin : Vincenzo Caprile, peintre italien († 23 juin 1936),
- 30 juin : Ernest Clair-Guyot, peintre, illustrateur, lithographe et photographe français († 5 février 1938),
- 16 juillet : Jacob Smits, peintre et aquafortiste néerlandais († 27 novembre 1928),
- 27 juillet : Étienne Martin, peintre compositeur et écrivain français († 6 mars 1945),
- 31 juillet : 
  - Henri Courselles-Dumont, peintre et graveur français († 26 novembre 1918),
  - Clémence Richey, peintre française († 18 décembre 1895).
- 1er août :
  - Frans Hens, peintre belge († 11 mai 1928),
  - Daniel Hernández, peintre péruvien († 23 octobre 1932),
- 26 août : Léon Frédéric, peintre belge († 25 janvier 1940),
- 28 août : Édouard Ducros, peintre de marine français († 27 octobre 1936),
- 31 août : Augusto Sezanne, peintre, architecte, céramiste, dessinateur, lithographe et illustrateur italien († 5 mai 1935),
- 3 septembre : Jules Gabriel Hubert-Sauzeau, peintre français († 30 mars 1927),
- 8 septembre : Gabriel-Charles Deneux, peintre français († 1944),
- 14 septembre : Francesco Sartorelli, peintre italien († 1939),
- 27 septembre : Louis-Auguste Girardot, peintre orientaliste et lithographe français († 22 avril 1933),
- 13 octobre : Léon Coutil, peintre, graveur, archéologue et historien local français († 24 janvier 1943),
- 16 octobre :
  - William Jelley, peintre, sculpteur, poète et architecte belge († 5 octobre 1932),
  - Wally Moes, peintre et écrivaine néerlandaise († 6 novembre 1918),
- 28 octobre : Carolina Benedicks-Bruce, sculptrice suédoise († 16 février 1935),
- 29 octobre : Fernand Legout-Gérard, peintre de la Marine français († 14 août 1924),
- 11 novembre : Luigi Olivetti, peintre et graveur italien († 1941),
- 18 novembre : Joseph-Émile Millochau, peintre français († 28 mars 1934),
- 19 novembre : Józef Ryszkiewicz (père), peintre polonais († 19 mai 1925),
- 27 novembre : Gaston Jobbé-Duval, peintre français († 20 avril 1929),
- 6 décembre : Louise Catherine Breslau, peintre allemande naturalisée suisse († 12 mai 1927),
- 7 décembre : Josef Fanta, architecte, sculpteur et peintre austro-hongrois puis tchécoslovaque († 20 juin 1954),
- 8 décembre : Emmanuel Fontaine, sculpteur français († 21 septembre 1935),
- 10 décembre : Camilla Friedländer, peintre autrichienne († 3 octobre 1928),
- 12 décembre : Henry Moret, peintre français († 5 mai 1913),
- 13 décembre : Étienne Couvert, peintre et graveur français († 18 août 1933),
- 14 décembre : Henri-Julien Dumont, peintre, affichiste et graveur français († 3 novembre 1936),
- 17 décembre : Angelo Torchi, peintre italien macchiaiolo († 1915),
- 24 décembre : Árpád Feszty, peintre hongrois († 1er juin 1914),
- 29 décembre : François Thévenot, peintre et illustrateur français († 18 mars 1943),
- 31 décembre : Wojciech Kossak, peintre polonais († 29 juillet 1942),
- ? :
  - Achille Carelli, peintre italien († 1936),
  - Paul-Laurent Courtot, peintre français († 1925),
  - Marie Desliens, peintre française († 1938),
  - Jeanne Guérard-Gonzalès, peintre française († 31 octobre 1924),
  - Charles Lundh, peintre norvégien († 1908),
  - Attilio Pratella, peintre italien († 1949),
  - Apollinaire Vasnetsov, peintre et critique d'art russe puis soviétique († 1933),
  - Édouard François Zier, peintre et illustrateur français († 1924).

## Décès
- 9 février : Pierre Étienne Rémillieux, peintre français (° 1811),
- 19 mars : Ludovico Lipparini, peintre italien (° 17 février 1802),
- 23 mars : Jean-Baptiste-Joseph Duchesne,  peintre français (° 8 décembre 1770),
- 27 avril : Louis Joseph César Ducornet, peintre français (° 10 janvier 1806),
- 6 octobre : Gustav Adolf Hippius, peintre estonien (° 12 mars 1792),
- 8 octobre : Théodore Chassériau, peintre français (° 20 septembre 1819),
- 12 octobre : Aline Alaux, peintre et dessinatrice française (° 31 janvier 1813),
- 17 octobre : Antoine Sartoris, peintre français d'origine italienne (° 25 avril 1794),
- 28 octobre : Paul Jourdy, peintre français (° 17 décembre 1805),
- 4 novembre : Paul Delaroche, peintre français (° 17 juillet 1797),
- 12 novembre : Nicolas Victor Fonville, peintre, graveur et lithographe français (° 30 novembre 1805),
- 13 novembre : Ludwig Buchhorn, peintre et graveur allemand (° 18 avril 1770),
- 21 novembre : Charles de Steuben, peintre français (° 18 avril 1788),
- 22 décembre : Jules-Claude Ziegler, peintre de l'école française, à Paris (° 16 mars 1804),
- ? :
  - Nicolas Sébastien Maillot, peintre français, plus connu pour son activité de restaurateur de tableaux (° 1er juin 1771),
  - Pierre-Théodore Suau, peintre d’histoire français (° 1789),
  - Marcel Verdier, peintre français (° 20 mai 1817),
  - Ambrose William Warren, graveur britannique (° 1781).